# 轉移酶

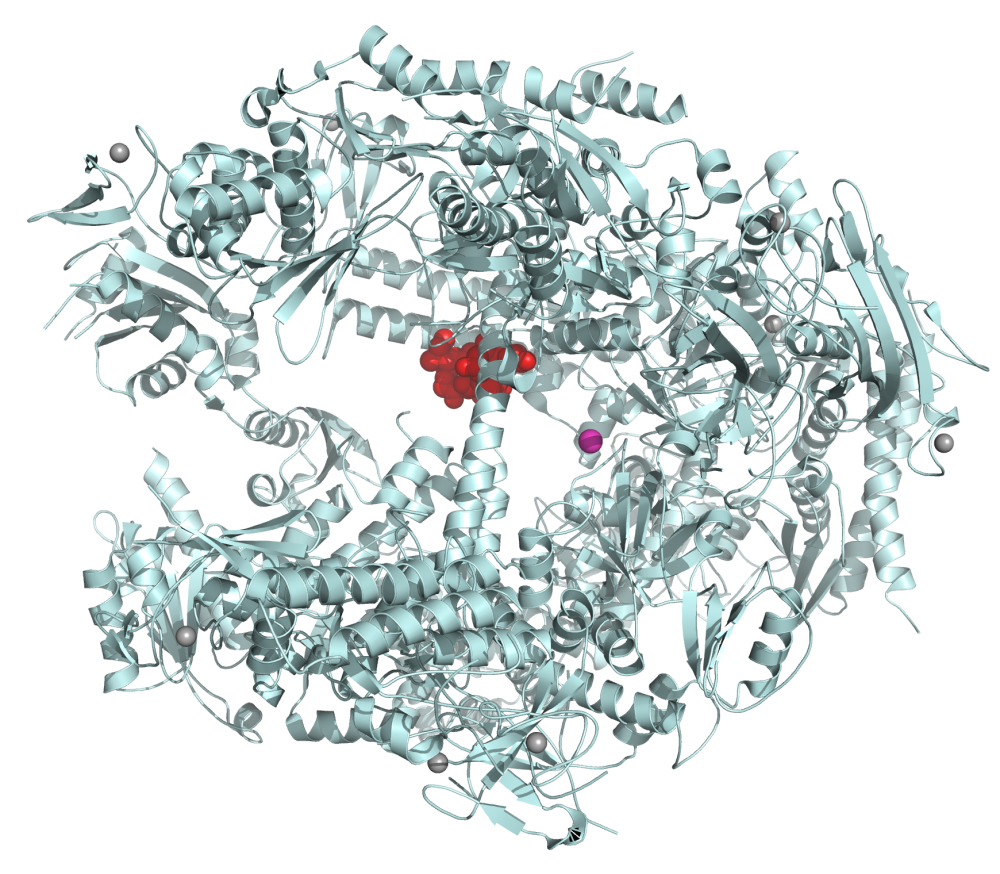
Alpha-Amanitin–RNA polymerase II complex

轉移酶是一種催化一個分子（稱為供體）的官能團（如甲基或磷酸鹽團）轉移至另一個分子（稱為受體）的酶。 舉例來說，一種酶催化以下的化學反應就是轉移酶：
{\displaystyle {\mbox{A}}^{\mbox{-}}{\mbox{X}}+{\mbox{B}}\rightarrow {\mbox{A}}+{\mbox{B}}^{\mbox{-}}{\mbox{X}}}
在這例子中的A就是供體，而B就是受體。供體一般都會被稱為輔酶。

## 命名
轉移酶是以「(供體)(受體)(官能團)轉移酶」的格式來命名。但是，亦有一些其他格式而普遍的名稱：「(受體)(官能團)轉移酶」或「(供體)(官能團)轉移酶」，例如DNA甲基轉移酶就是一種能催化甲基轉移至脫氧核糖核酸（DNA）受體的轉移酶。

## 分類
轉移酶在EC編號中分類為EC2，並再細分為9個子類：
- EC2.1包括轉移一個碳分子團的酶
- EC2.2包括轉移醛或酮的酶
- EC2.3包括酰基轉移酶
- EC2.4包括糖基轉移酶
- EC2.5包括轉移烷基或芳基的酶，但不包括轉移甲基。
- EC2.6包括轉移含氮團的酶
- EC2.7包括轉移含磷團的酶
- EC2.8包括轉移含硫團的酶
- EC2.9包括轉移含硒團的酶

## 內部連結
- EC編號
- 氧化還原酶
- 水解酶
- 裂合酶
- 異構酶
- 連接酶

## 外部連結
- 倫敦大學瑪莉皇后學院有關EC2的酶的介紹 （页面存档备份，存于）